# 23號燈塔
《23號燈塔》（英語：Beacon 23），是一部美國科幻心理驚悚電視劇，改編自休·豪伊的同名短篇小說，由塞克·潘主創，琳娜·海蒂和史蒂芬·占士主演，並預定於Spectrum Originals首播。

## 演員
- 琳娜·海蒂 飾演 亞絲塔·琪莉絲（Aster Calyx）
  - 漢娜·梅麗莎·斯科特（Hannah Melissa Scott） 飾演 年輕的亞絲塔
- 史蒂芬·占士（英语：Stephan James (actor)） 飾演 哈蘭·凱·尼爾森（Halan Kai Nelson）
- 瑪妮·麥克菲爾（英语：Marnie McPhail） 飾演 肯尼迪（Kanadey）
- 丹尼爾·馬利克（英语：Daniel Malik） 飾演 芬奇（Finch）
- 賽勒斯·費爾德（Cyrus Faird） 飾演 科技破壞者（Tech Wrecker）
- 塔拉·羅斯林（Tara Rosling） 飾演 蘭德爾（Randall）
- 西德尼·邁耶爾（Sydney Ozerov-Meye） 飾演 格里沙（Grisha）

## 製作

### 發展
2018年，該劇宣佈已經開始前期製作。2021年3月，琳娜·海蒂宣佈將會擔任主演。同年4月，史蒂芬·占士宣佈將會擔任聯合主演。該劇在播映前已經續訂第二季，並且會以背靠背形式製作。塞克·潘因檔期衝突無法參與第二季的製作，葛倫·馬札拉和喬伊·布萊克（Joy Blake）將會取代他出任第二季的聯合主創。

### 拍攝
主體拍攝原定於2021年在多倫多進行，後延期至2022年4月才開始拍攝，在同年11月殺青，並隨即開始第二季的拍攝。該劇的試播集由丹尼爾·珀西瓦里執導。

## 外部連結
- 互联网电影数据库（IMDb）上《23號燈塔》的资料（英文）